# Lista de episódios de Andi Mack

Logótipo da série.

Andi Mack é uma série familiar e de comédia do Disney Channel criada por Terri Minsky e Michelle Manning. Protagonizada por Peyton Elizabeth Lee, Joshua Rush, Sofia Wylie, Asher Angel, Luke Mullen, Lilan Bowden, Lauren Tom e Stoney Westmoreland.

## Episódios
| Temporada | Temporada | Episódios | Exibição original     | Exibição original    | Exibição em Portugal              | Exibição em Portugal              | Exibição no Brasil     | Exibição no Brasil    |
| Temporada | Temporada | Episódios | Estreia de temporada  | Final de temporada   | Estreia de temporada              | Final de temporada                | Estreia de temporada   | Final de temporada    |
| --------- | --------- | --------- | --------------------- | -------------------- | --------------------------------- | --------------------------------- | ---------------------- | --------------------- |
|           | 1         | 12        | 7 de abril de 2017    | 23 de junho de 2017  | 9 de abril de 2018                | 14 de maio de 2018                | 10 de setembro de 2017 | 22 de outubro de 2017 |
|           | 2         | 27        | 27 de outubro de 2017 | 13 de agosto de 2018 | 15 de setembro de 2020 (Disney +) | 15 de setembro de 2020 (Disney +) | 10 de março de 2018    | 29 de outubro de 2018 |
|           | 3         | 20        | 8 de outubro de 2018  | 26 de julho de 2019  | 15 de setembro de 2020 (Disney +) | 15 de setembro de 2020 (Disney +) | 18 de agosto de 2019   | 2 de abril de 2020    |

## 1.ª temporada (2017)
| # | #  | Titulo | Dirigido por     | Escrito por                | Estreias                                                       | Código de produção | Audiência (em milhões) |
| --- | -- | --- | ---------------- | -------------------------- | -------------------------------------------------------------- | ------------------ | ---------------------- |
| 1 | 1  | "13 (PT) O Amanhã Começa Hoje – Parte 1 (BR)" "13"                                                        | Paul Hoen        | Terri Minsky               | 7 de abril de 2017 9 de abril de 2018 10 de setembro de 2017   | 101                | 1,24                   |
| A vida de Andi fica virada do avesso quando a irmã mais velha, Bex, regressa a casa no dia em que faz treze anos e revela um segredo da família.                                          |    | |                  |                            |                                                                |                    |                        |
| 2 | 2  | "Fora da Caixa (PT) O Amanhã Começa Hoje – Parte 2 (BR)" "Outside the Box"                                | Paul Hoen        | Terri Minsky               | 7 de abril de 2017 9 de abril de 2018 10 de setembro de 2017   | 102                | 1,24                   |
| Andi decide esconder dos amigos a novidade sobre Bex. |    | |                  |                            |                                                                |                    |                        |
| 3 | 3  | "Shiu! (PT) Shhh! (BR)" "Shhh!"                                                                           | David Warren     | Erin Dunlap                | 14 de abril de 2017 16 de abril de 2018 23 de setembro de 2017 | 103                | 1,19                   |
| Bex deixa Andi a ficar acordada até tarde a ver filmes de terror, e Andi acaba por ter problemas na escola pela primeira vez.                                                             |    | |                  |                            |                                                                |                    |                        |
| 4 | 4  | "Dançar às Escuras (PT) Dançando no Escuro (BR)" "Dancing in the Dark"                                    | Paul Hoen        | Phil Baker                 | 21 de abril de 2017 16 de abril de 2018 24 de setembro de 2017 | 104                | 1,27                   |
| Bex decide ajudar Andi a capitalizar a sua nova popularidade, organizando a melhor festa do ano.                                                                                          |    | |                  |                            |                                                                |                    |                        |
| 5 | 5  | "O Mundo Não Gira à Tua Volta (PT) Não é Sobre Você (BR)" "It's Not About You"                            | Joe Menendez     | Rayna McClendon            | 28 de abril de 2017 23 de abril de 2018 30 de setembro de 2017 | 105                | 1,40                   |
| Andi fica chateada quando descobre que Buffy e Bex passam a tarde juntas sem ela. |    | |                  |                            |                                                                |                    |                        |
| 6 | 6  | "Ela Disse, Ela Disse (PT/BR)" "She Said, She Said"                                                       | Paul Hoen        | Suzanne Weber              | 5 de maio de 2017 23 de abril de 2018 1 de outubro de 2017     | 106                | 1,41                   |
| Andi decide contar a Jonah que viu a namorada dele, Amber, no parque com outro rapaz. |    | |                  |                            |                                                                |                    |                        |
| 7 | 7  | "Influência Paternal (PT) Influência Paterna (BR)" "Dad Influence"                                        | Jerry O'Connell  | Elena Song                 | 12 de maio de 2017 30 de abril de 2018 7 de outubro de 2017    | 107                | 1,49                   |
| Bex e Cyrus têm novidades para contar a Andi, mas antes de ter tempo para reagir ela tem uma surpresa inesperada na escola.                                                               |    | |                  |                            |                                                                |                    |                        |
| 8 | 8  | "Situações de Constrangimento (PT) Como Passar Vergonha (BR)" "Terms of Embarrassment"                    | Adam Weissman    | Sam Wolfson                | 19 de maio de 2017 30 de abril de 2018 8 de outubro de 2017    | 108                | 1,48                   |
| Celia autoriza a permanência de Bowie na sua casa. Andi tem de se adaptar à presença de Bowie na sua vida a tempo inteiro.                                                                |    | |                  |                            |                                                                |                    |                        |
| 9 | 9  | "Ela Está a Transformar-se Numa Bex (PT) Ela Está Se Transformando Em Você (BR)" "She's Turning Into You" | Michael Grossman | Erin Dunlap                | 2 de junho de 2017 7 de maio de 2018 14 de outubro de 2017     | 109                | 1,41                   |
| Quando Jonah pede a Andi para o ajudar a escolher um presente de aniversário para a namorada, Amber, Andi acaba por recorrer a Bex.                                                       |    | |                  |                            |                                                                |                    |                        |
| 10 | 10 | "Casa Longe de Casa (PT) Um Lar Longe de Casa (BR)" "Home Away from Home"                                 | Eyal Gordin      | Phil Baker                 | 9 de junho de 2017 7 de maio de 2018 15 de outubro de 2017     | 110                | 1,29                   |
| Andi e Bex tentam adaptar-se a uma vida em conjunto no novo apartamento. |    | |                  |                            |                                                                |                    |                        |
| 11 | 11 | "Alguma Vez Fomos (PT) Nós Já Fomos (BR)" "Were We Ever?"                                                 | Paul Hoen        | Sam Wolfson                | 16 de junho de 2017 14 de maio de 2018 21 de outubro de 2017   | 111                | 1,38                   |
| Quando o Diretor diz a Andi que as leggins que tem vestidas vão contra o código de vestuário da escola, Andi e os amigos arranjam uma forma de se manifestarem contra as regras injustas. |    | |                  |                            |                                                                |                    |                        |
| 12 | 12 | "A Melhor Surpresa de Sempre (PT) Melhor Surpresa de Todas (BR)" "Best Surprise Ever"                     | Vanessa Parise   | Elena Song e Suzanne Weber | 23 de junho de 2017 14 de maio de 2018 22 de outubro de 2017   | 112                | 1,94                   |
| Bowie, o pai de Andi regressa à cidade de surpresa. |    | |                  |                            |                                                                |                    |                        |

## 2.ª temporada (2017-18)
| #                                                                                          | #    | Titulo                                                                                                  | Dirigido por              | Escrito por                | Estreias                                                          | Código de produção | Audiência (em milhões) |
| ------------------------------------------------------------------------------------------ | ---- | --- | ------------------------- | -------------------------- | ----------------------------------------------------------------- | ------------------ | ---------------------- |
| 1314                                                                                       | 12   | "Ei, Quem Quer Pizza? (BR)" "Hey, Who Wants Pizza?"                                                     | Eyal Gordin               | Terri Minsky               | 27 de outubro de 2017 Não transmitido 10 de março de 2018         | 113201             | 1,62                   |
| Andi encoraja Bowie para planear um futuro com Bex.                                        |      | |                           |                            |                                                                   |                    |                        |
| 15                                                                                         | 3    | "Ano Novo Chinês (BR)" "Chinese New Year"                                                               | Eyal Gordin               | Elena Song                 | 3 de novembro de 2017 Não transmitido 10 de março de 2018         | 202                | 1,66                   |
| 16                                                                                         | 4    | "Melhores Amigos (BR)" "Friends Like These"                                                             | Adam Weissman             | Phil Baker                 | 10 de novembro de 2017 Não transmitido 10 de março de 2018        | 203                | 1,40                   |
| 17                                                                                         | 5    | "Mama (BR)" "Mama"                                                                                      | Eyal Gordin               | Terri Minsky               | 17 de novembro de 2017 Não transmitido 10 de março de 2018        | 204                | 1,58                   |
| 18                                                                                         | 6    | "A Cobra-pião (PT) A Escorpicobra (BR)" "The Snorpion"                                                  | Eyal Gordin               | Erin Dunlap                | 24 de novembro de 2017 15 de setembro de 2020 19 de março de 2018 | 205                | 1,18                   |
| 19                                                                                         | 7    | "Quero Ficar Com a Tua Pulseira (PT) Eu Quero Segurar sua Pulseira (BR)" "I Wanna Hold Your Wristband"  | Joe Menendez              | Sam Wolfson                | 1 de dezembro de 2017 15 de setembro de 2020 20 de março de 2018  | 206                | 1,45                   |
| 20                                                                                         | 8    | "De Pernas pro Ar (BR)" "Head Over Heels"                                                               | Joe Menendez              | Erin Dunlap                | 15 de janeiro de 2018 Não transmitido 21 de março de 2018         | 207                | 1,31                   |
| 21                                                                                         | 9    | "Tem Um Mack na Cabana (BR)" "There's a Mack in the Shack"                                              | Paul Hoen                 | Elena Song                 | 19 de janeiro de 2018 Não transmitido 22 de março de 2018         | 208                | 1,28                   |
| 22                                                                                         | 10   | "És Tu Que Eu Quero (PT) Eu Só Quero Você (BR)" "You're the One That I Want"                            | Paul Hoen                 | Phil Baker                 | 26 de janeiro de 2018 15 de setembro de 2020 23 de março de 2018  | 209                | 1,28                   |
| 23                                                                                         | 11   | "Um Dia de Cabelo Bom (BR)" "A Good Hair Day"                                                           | Paul Hoen e Adam Weissman | Suzanne Weber              | 2 de fevereiro de 2018 Não transmitido 18 de junho de 2018        | 210                | 1,21                   |
| 24                                                                                         | 12   | "Minigolfe (PT) Engasgada em Miniaturas (BR)" "Miniature Gulf"                                          | Paul Hoen                 | Suzanne Weber              | 9 de fevereiro de 2018 15 de setembro de 2020 19 de junho de 2018 | 211                | 1,14                   |
| 25                                                                                         | 13   | "Nós Nunca Fomos (BR)" "We Were Never"                                                                  | Michelle Manning          | Sam Wolfson                | 16 de fevereiro de 2018 Não transmitido 20 de junho de 2018       | 212                | 1,37                   |
| 2627                                                                                       | 1415 | "Bar Mitzvah do Cyrus! (BR)" "Cyrus' Bash-Mitzvah!"                                                     | Paul Hoen                 | Terri Minsky               | 23 de fevereiro de 2018 Não transmitido 21 e 22 de junho de 2018  | 213214             | 1,39                   |
| Depois de muita preparação e planeamento, as comemorações do Bar Mitzvah de Cyrus começam. |      | |                           |                            |                                                                   |                    |                        |
| 28                                                                                         | 16   | "É Melhor Ter Amor e Perder (PT) É Melhor Ter Amado e Acabado (BR)" "Better to Have Wuvved and Wost"    | Kenny Ortega              | Jason Dorris               | 4 de junho de 2018 15 de setembro de 2020 23 de junho de 2018     | 215                | 1.14                   |
| 29                                                                                         | 17   | "Dia Perfeito 2.0 (PT/BR)" "Perfect Day 2.0"                                                            | Paul Hoen                 | Erin Dunlap                | 11 de junho de 2018 15 de setembro de 2020 6 de agosto de 2018    | 216                | 0.95                   |
| 30                                                                                         | 18   | "Verdade ou Verdade (PT/BR)" "Truth or Truth"                                                           | Joe Menendez              | Suzanne Weber              | 18 de junho de 2018 15 de setembro de 2020 12 de agosto de 2018   | 217                | 0.98                   |
| 31                                                                                         | 19   | "Lembras-te do Walker? (PT) Um Walker para Relembrar (BR)" "A Walker to Remember"                       | Joe Menendez              | Elena Song                 | 25 de junho de 2018 15 de setembro de 2020 18 de agosto de 2018   | 218                | 0.92                   |
| 32                                                                                         | 20   | "Local do Crime: Cabana da Andi! (PT) Cena de Crime: Cabana da Andi (PT/BR)" "Crime Scene: Andi Shack!" | Charles Minsky            | Phil Baker                 | 2 de julho de 2018 15 de setembro de 2020 20 de agosto de 2018    | 219                | 1.14                   |
| 33                                                                                         | 21   | "A Escolha da Andi (BR)" "Andi's Choice"                                                                | Paul Hoen                 | Sam Wolfson                | 9 de julho de 2018 Não transmitido 27 de agosto de 2018           | 220                | 1.07                   |
| 34                                                                                         | 22   | "Pela Última Vez (BR)" "For the Last Time"                                                              | Michelle Manning          | Jonathan S. Hurwitz        | 16 de julho de 2018 Não transmitido 12 de outubro de 2018         | 221                | 0.83                   |
| 35                                                                                         | 23   | "A Buffy Numa Garrafa (PT) Buffy em Uma Garrafa (BR)" "Buffy in a Bottle"                               | Paul Hoen                 | Erin Dunlap                | 23 de julho de 2018 15 de setembro de 2020 28 de outubro de 2018  | 222                | 0.88                   |
| 36                                                                                         | 24   | "Não Retire a Tampa (BR)" "Keep a Lid On It"                                                            | Joe Menendez              | Joanne Lee                 | 30 de julho de 2018 Não transmitido 15 de outubro de 2018         | 223                | 0.70                   |
| 37                                                                                         | 25   | "Comprado, Perdido ou Roubado (PT/BR)" "Bought, Lost or Stolen"                                         | Paul Hoen                 | Phil Baker e Sam Wolfson   | 6 de agosto de 2018 15 de setembro de 2020 21 de outubro de 2018  | 224                | 0.94                   |
| 38                                                                                         | 26   | "Estamos na Cloud Ten (PT) Nuvem 10 (BR)" "We're on Cloud Ten"                                          | David Kendall             | Elena Song e Suzanne Weber | 10 de agosto de 2018 15 de setembro de 2020 22 de outubro de 2018 | 225                | 1.01                   |
| 39                                                                                         | 27   | "O Bolo Que Leva o Bolo (BR)" "The Cake That Takes the Cake"                                            | Paul Hoen                 | Terri Minsky               | 13 de agosto de 2018 Não transmitido 29 de outubro de 2018        | 226                | 1.05                   |

## 3.ª temporada (2018-19)
| # | #  | Titulo                                                                                       | Dirigido por        | Escrito por                 | Estreias                                                             | Código de produção | Audiência (em milhões) |
| --- | -- | -------------------------------------------------------------------------------------------- | ------------------- | --------------------------- | -------------------------------------------------------------------- | ------------------ | ---------------------- |
| 40 | 1  | "Eles Estão de Volta (BR)" "The Boys Are Back"                                               | Michelle Manning    | Terri Minsky                | 8 de outubro de 2018 Não transmitido 18 de agosto de 2019            | 301                | 0.90                   |
| Nota: Por conta do processo judiciário do ator Stoney Westmoreland, o Ham de Andi Mack, o primeiro e o segundo episódio foram unificados como um só para excluírem totalmente a sua aparição de ambos os episódios. |    |                                                                                              |                     |                             |                                                                      |                    |                        |
| 41 | 2  | "Uivando no Festival da Lua (BR)" "Howling at the Moon Festival"                             | Paul Hoen           | Elena Song                  | 15 de outubro de 2018 Não transmitido 18 de agosto de 2019           | 302                | 0.67                   |
| 42 | 3  | "É Um Dilema (PT) É Um Dilemna (BR)" "It's a Dilemma"                                        | Paul Hoen           | Erin Dunlap                 | 22 de outubro de 2018 15 de setembro de 2020 3 de setembro de 2019   | 303                | 0.69                   |
| 43 | 4  | "Buraco na Parede (PT/BR)" "Hole in the Wall"                                                | Michelle Manning    | Sam Wolfson                 | 2 de novembro de 2018 15 de setembro de 2020 4 de setembro de 2019   | 304                | 0.67                   |
| 44 | 5  | "Aquele Sentimento Sincronizado (PT) Aprofundando ou Afundando? (BR)" "That Syncing Feeling" | Paul Hoen           | Suzanne Weber               | 9 de novembro de 2018 15 de setembro de 2020 5 de setembro de 2019   | 305                | 0.84                   |
| 45 | 6  | "Monstro das Bolachas (PT) Monstra Das Bolachas (BR)" "Cookie Monster"                       | Paul Hoen           | Phil Baker                  | 16 de novembro de 2018 15 de setembro de 2020 6 de setembro de 2019  | 306                | 0.89                   |
| 46 | 7  | "A Garota Nova (BR)" "The New Girls"                                                         | Michelle Manning    | Elena Song e Suzanne Weber  | 30 de novembro de 2018 Não transmitido 9 de setembro de 2019         | 307                | 0.83                   |
| 47 | 8  | "Eu Tenho o Teu Número (PT) Eu Tenho o Seu Número (BR)" "I Got Your Number"                  | Joe Menendez        | Sam Wolfson                 | 18 de janeiro de 2019 15 de setembro de 2020 10 de setembro de 2019  | 308                | 0.77                   |
| 48 | 9  | "Sociadade em Segredo (PT) A Sociedade Secreta (BR)" "Secret Society"                        | Paul Hoen           | Phil Baker                  | 25 de janeiro de 2019 15 de setembro de 2020 11 de setembro de 2019  | 309                | 0.79                   |
| 49 | 10 | "Os Quacks (PT)/(BR)" "The Quacks"                                                           | Aprill Winney       | Erin Dunlap                 | 1 de fevereiro de 2019 15 de setembro de 2020 12 de setembro de 2019 | 310                | 0.84                   |
| 50 | 11 | "Um Num Minian (PT) Um Em Um Minian (BR)" "One in a Minyan"                                  | Michelle Manning    | Jonathan Hurwitz            | 8 de fevereiro de 2019 15 de setembro de 2020 13 de setembro de 2019 | 311                | 0.76                   |
| 51 | 12 | "O Fator Ex (PT) Uma Virada Inesperada (BR)" "The Ex Factor"                                 | Paul Hoen           | Erin Dunlap                 | 22 de fevereiro de 2019 15 de setembro de 2020 23 de março de 2020   | 312                | 0.73                   |
| 52 | 13 | "Monte Rushmais ou Menos (PT) Monte Rush-Mais ou Menos (BR)" "Mount Rushmore or Less"        | Paul Hoen           | Suzanne Weber               | 1 de março de 2019 15 de setembro de 2020 24 de março de 2020        | 313                | 0.79                   |
| 53 | 14 | "Não Fiques a Martelar (PT) A Hora do Martelo (BR)" "Hammer Time"                            | Paul Hoen           | Jason Dorris                | 21 de junho de 2019 15 de setembro de 2020 25 de março de 2020       | 314                | 0.62                   |
| 54 | 15 | "Zona de Descarga (PT) Zona de Descarte (BR)" "Unloading Zone"                               | Brent Geisler       | Phil Baker                  | 21 de junho de 2019 15 de setembro de 2020 26 de março de 2020       | 315                | 0.62                   |
| 55 | 16 | "Lixo Para Apanhar (PT) O Lixo de Uma Garota (BR)" "One Girl's Trash"                        | Paul Hoen           | Elena Song                  | 28 de junho de 2019 15 de setembro de 2020 27 de março de 2020       | 316                | 0.60                   |
| 56 | 17 | "Artes e Desumanidades (PT)/(BR)" "Arts and Inhumanities"                                    | Leslie Kolins Small | Sam Wolfson                 | 5 de julho de 2019 15 de setembro de 2020 30 de março de 2020        | 317                | 0.60                   |
| 57 | 18 | "Uma Coisa para Dizer (PT) Algo para Conversar Sobre (BR)" "Something to Talk A-Boot"        | Paul Hoen           | Erin Dunlap e Elena Song    | 12 de julho de 2019 15 de setembro de 2020 31 de março de 2020       | 319                | 0.56                   |
| 58 | 19 | "Um Dia de Mudanças (PT) O Dia da Mudança (BR)" "A Moving Day"                               | Michelle Manning    | Suzanne Weber e Sam Wolfson | 19 de julho de 2019 15 de setembro de 2020 1 de abril de 2020        | 320                | 0.60                   |
| 59 | 20 | "Nós Estivemos Aqui (PT/BR)" "We Were Here"                                                  | Paul Hoen           | Terri Minsky                | 26 de julho de 2019 15 de setembro de 2020 2 de abril de 2020        | 321                | 0.65                   |